# Церква Святого Великомученика Димитрія Солунського (Остальці)
Церква Святого Великомученика Димитрія Солунського в Остальцях — парафія і храм Теребовлянського благочиння Тернопільської єпархії Православної церкви України в селі Остальці Тернопільського району Тернопільської области.

## Історія церкви
Мурована церква збудована в 1863 році замість дерев'яної церкви, що існувала в [1832] році.

## Парохи
- о. Ілля Сасєвич ([1832]—1832+)[1]
- о. Микола Юскевич (1832—1839, адміністратор)[1]
- о. Теодор Ілевич (1839—1842, адміністратор)[1]
- о. Микола Юскевич (1842—1889+)[1]
- о. Теодор Стадник (1889—1890, адміністратор)[1]
- о. Ігнатій Левицький (1890—1911+)[1]
- о. Лев Абрисовський (1911—1913, адміністратор)[1]
- о. Клим Слюзар (1913—1931+)[1]
- о. Володимир Слюзар (1932—[1939], адміністратор)[1]
- о. невідомий (1944+)[1]
- о. Теодор Стадник (1880—1889, сотрудник)[1]
- о. Лонгин Туркевич (1906—1908+, сотрудник)[1]
- о. Михайло Бриковський (1908—1911, сотрудник)[1]
- о. Стефан Вонс (1912—1913, сотрудник)[1]
- о. Євген Кароль (1913—1914, сотрудник)[1]
- о. Ярослав Літинський (1914—[1918], сотрудник)[1]
- о. Василь Лабазович — нині[2].